# Tandem Repeats
Tandem Repeats is de achttiende aflevering van het veertiende seizoen van de televisieserie ER, die voor het eerst werd uitgezonden op 8 mei 2008.

## Verhaal
Dr. Rasgotra is geschokt als dr. Dubenko een beslissing neemt over de behandeling van Sheryl Hawkins, het wordt nog erger als zij Sheryl moet vertellen dat zij stervende is. 
Dr. Morris moet een gesprek aangaan met een psychiater over zijn ervaringen van de gijzeling. Hij vertelt dat hij hiervan geen last heeft, later komt hij hier toch op terug als hij beseft dat het toch een impact heeft op hem.
Dr. Lockhart hoort nog steeds niets over haar sollicitatie naar een vaste aanstelling, hierdoor besluit zij om een baan aan te nemen in een ander ziekenhuis. Op aandringen van dr. Pratt besluit zij toch om te blijven als zij hoort dat zij hier een vaste aanstelling kan krijgen. 
Dr. Brenner brengt de nacht door met studente Laverne St. John, de dag erna doet hij net of hij haar niet meer kent.
Dr. Gates en Taggart hebben op meerdere plekken seks in het ziekenhuis, tot hun ontsteltenis is er een opname gemaakt van hun daden door een bewakingscamera. Zij zetten nu alles op alles om de beelden in hun bezit te krijgen, terwijl zij denken dat dit gelukt is komen zij te laat erachter dat zij de verkeerde beelden hebben gepakt. 
Dr. Pratt wil zijn vriendin dr. DeJesus bijstaan in haar moeilijke tijd, zij heeft net gehoord dat zij kanker heeft. Zij wil dat dr. Pratt haar verlaat, maar dit kan hij niet over zijn hart krijgen.

## Rolverdeling

### Hoofdrollen
- Maura Tierney - Dr. Abby Lockhart
- Mekhi Phifer - Dr. Gregory Pratt
- Parminder Nagra - Dr. Neela Rasgrota
- John Stamos - Dr. Tony Gates
- Scott Grimes - Dr. Archie Morris
- David Lyons - Dr. Simon Brenner
- Leland Orser - Dr. Lucien Dubenko
- Gina Ravera - Dr. Bettina DeJesus
- Linda Cardellini - verpleegster Samantha Taggart
- Laura Cerón - verpleegster Nurse Chuny Marquez
- Angel Laketa Moore - verpleegster Dawn Archer
- Dinah Lenney - verpleegster Shirley
- Michelle Bonilla - ambulancemedewerker Christine Harms
- Louie Liberti - ambulancemedewerker Bardelli
- Troy Evans - Frank Martin
- Bresha Webb - Laverne St. John

### Gastrollen (selectie)
- Aida Turturro - Sheryl Hawkins
- Jareb Dauplaise - Chris Hawkins
- Marina Benedict - Lois Landry
- Beth Broderick - Edith Landry
- Sam McMurray - Mike Landry
- Charlotte Rae - Roxanne Gaines
- Victor Browne - Dr. Jensen
- Mónica Guzmán - Marisol
- Julia Jones - Kaya Montoya